# Polyptychus celebensis
Polyptychus celebensis är en fjärilsart som beskrevs av Clark 1929. Polyptychus celebensis ingår i släktet Polyptychus och familjen svärmare. Inga underarter finns listade i Catalogue of Life.